# Lone B. Skovgaard
Lone B. Skovgaard er skønlitterær forfatter. 
Hendes debutroman Tiden hænger på træerne udkom i 2008. Romanen en fortælling om Venusia, født af en dansk mor og en italiensk far i 1915, og om udviklingen i hendes og andre menneskers mentalitet og livssituation op gennem det 20. århundrede i Europa.
I 1990'erne var Lone B. Skovgaard, sanger og sangskriver i de københavnske undergrundsbands, Terminator Ted, The Breed, Love And Fuel og The Bones.
Desuden har hun en baggrund som musikanmelder på Information, chef på Roskilde Festival, har i en årrække undervist på grafisk afdeling på Københavns Tekniske Skole i kunstteori, værkproces, skrivevirksomhed og tegning samt siddet i redaktionen på bladet Levende Billeder med performance art, eksperimental musik, -dans, -billedkunst, -film og graffiti som stofområde
Lone B. Skovgaard har læst jura på Københavns Universitet og blev i 1997 færdiguddannet på CBS som International Markedsøkonom med afsætningen af Industriel Design som speciale.